# Podwale (Jaworzno)
Osiedle Podwale – osiedle mieszkaniowe w Jaworznie.
Osiedle Podwale sąsiaduje z osiedlami: Leopold (od południowego zachodu), Gigant (z zachodu), Warpie (z północy) oraz ze Śródmieściem (od południa i od wschodu), od południa z Pechnikiem.

## Historia
W latach 1953–1961 powstało osiedle mieszkaniowe złożone z zabudowy wielorodzinnej (proj. Aleksander Grygorowicz z zespołem).

### Nazwa
Nazwę osiedla można wiązać z topografią jego okolicy - większość zabudowy mieszkaniowej położona jest na opadającym w kierunku południowo-wschodnim stoku wyniesionego garbu.
Brak dowodów na potwierdzenie lokalnej legendy wywodzącej toponim od domniemanych wałów obronnych Jaworzna, które miały nie zachować się do czasów teraźniejszych.

## Inne obiekty i miejsca
- Urząd Pracy
- Miejski Ośrodek Pomocy Społecznej
- Przychodnia Podwale
- Przychodnia Soteria

### Edukacja
W obrębie osiedla funkcjonują placówki edukacyjne:
- Szkoła Podstawowa nr 16 im. Konstytucji 3 Maja
- Liceum Ogólnokształcące nr I im. T. Kościuszki
- Liceum Profilowane nr III Zespołu Szkół Ponadgimnazjalnych nr 3

## Ulice
| - Podwale (główna) - 3 Maja - Ignacego Paderewskiego - Władysława Broniewskiego - Krzywa | - Boczna - Jana Nosala - Gliniana - Drzewianki - Stefanii i Franciszka Mazur - Jana Kochanowskiego | - Wschodnia - Licealna - Wincentego Kadłubka - Mieszka I | - Stefana Okrzei - 11 listopada - Działkowa (część) – ulica wyznaczająca granicę z osiedlem Gigant |